# Landwirtschaftliche Fachschule Grottenhof
Die Landwirtschaftliche Fachschule Grottenhof ist eine landwirtschaftliche und gärtnerische Handelsschule und weiterführende Fachschule für Pferdewirtschaft im 15. Grazer Stadtbezirk Wetzelsdorf.

## Organisation
Die Spezialform Landwirtschaftliche- und Gärtnerische Handelsschule bei der Handelsschule Grottenhof ist einzigartig in Österreich. Sie sieht ein zusätzliches Praxisjahr vor, nach dem Praxisjahr wird dann der Facharbeiterbrief verliehen.
Anschließend gibt es die Möglichkeit der einjährigen weiterführenden Fachschule Pferdewirtschaft (Abschluss: Pferdewirt).
Nach dem Steiermärkischen land- und forstwirtschaftlichen Berufsausbildungsgesetz, LGBl. Nr. 65/91: Ersatz der Facharbeiterprüfung im Lehrberuf Landwirtschaft bzw. Gartenbau bei Nachweis einer mindestens einjährigen einschlägigen praktischen Tätigkeit, Ersatz von Lehrjahren (verkürzte Anschlusslehre) für die landwirtschaftlichen Lehrberufe: Landwirtschaft (für Absolventen der gärtnerischen Handelsschule), Ländliche Hauswirtschaft Gartenbau (für Absolventen der landwirtschaftlichen Handelsschule), Feldgemüsebau, Obstbau und Obstverwertung, Weinbau und Kellerwirtschaft, Molkerei und Käsereiwirtschaft, Pferdewirtschaft, Fischereiwirtschaft, Geflügelwirtschaft, Bienenwirtschaft, Forstwirtschaft, Forstgarten- und Forstpflegewirtschaft, Landwirtschaftliche Lagerhaltung;
Zusätzliche Fächer sind z. B.: Pflanzenbau, Nutztierhaltung, Pflanzenernährung, Landschaftsgärtnerei, Binderei und Blumenschmuck, Baumschulwesen oder Hauswirtschaft, Waldwirtschaft und bäuerlicher Fremdenverkehr.
Bis zum Jahr 2019 war im Ortsteil Hardt in der Nachbargemeinde Thal eine Außenstelle, die LSF Grottenhof-Hardt, eingerichtet.